# بطولة بيرنامبوكانو 2016
بطولة بيرنامبوكانو 2016 هو موسم من بطولة بيرنامبوكانو ‏. كان عدد الأندية المشاركة فيه 12، وفاز فيه نادي سانتا كروز.